# Dinastía conquistadora
Una dinastía conquistadora (en chino: 征服王朝; pinyin: Zhēngfú Wángcháo) o dinastía de conquista en la historia de China se refiere a una dinastía china establecida por etnias no-han que gobiernan partes de, o toda, la China propia, la patria ancestral del grupo cultural de los han.
Si bien es común que los historiadores asocien una dinastía imperial a un origen étinico concreto, hubo muchos monarcas chinos que tenían ascendencia mixta. Por ejemplo, el Emperador Xiaoming, de la dinastía Wei del Norte, liderada por los nómadas xianbei. Xiaoming tenía tanto herencia xianbei, por línea paterna, como herencia han, por línea materna. En concreto, por su madre, la Emperatriz Ling. De manera similar, el Emperador Kangxi de la Dinastía Qing era de ascendencia manchú, que gobernaban el país, y han. Adquirió la ascendencia han gracias a su madre, la Emperatriz Xiaokangzhang. Por tanto, la naturaleza "no-han" de muchas dinastías conquistadoras no debería considerarse en un sentido absoluto.

## Concepto
El término "dinastía conquistadora" fue acuñado por el sinólogo germano-americano Karl August Wittfogel en su historia revisionista de la Dinastía Liao (916–1125). Argumentó que la dinastía Liao, así como las dinastías Jin (1115–1234), Yuan (1271–1368) y Qing (1636–1912), no eran realmente "chinas", y que las familias gobernantas no se asimilaron plenamente en el panorama cultural han. El concepto de "dinastía conquistadora" fue calurosamente recibido por la mayoría de estudiantes japoneses, como Otagi Matsuo, que preferían ver en esas dinastías una parte de la historia de Asia, más que de la historia de China. Visiones alternativas sobre las dinastías conquistadoras incluyen la del sinólogo americano Owen Lattimore, quien sugirió la idea de que la estepa euroasiática era una especie de "reserva", la de Wolfram Eberhard y su concepto de "superestratificación" de la sociedad china con los pueblos nómadas, y la tesis de Mary C. Wright sobre sinización. Entre historiadores, la idea de considerar a los Liao y a los Jin como dinastías conquistadoras o "extranjeras" es, generalmente, mucho más controvertido que usar esa categoría para los Yuan y los Qing.

## Alcance de China (Zhōngguó)
En el mundo occidental, "Zhōngguó rén" (中国人; "pueblo chino") es frecuentemente confundido con "Hànzú" (汉族; "personas han").
Las dinastías de origen étnico han solo usaban "Zhōngguó" (中国; "Imperio Medio") para referirse explícitamente a las áreas han dentro de su imperio. Por ejemplo, la dinastía Ming utilizó el término Zhōngguó para nombrar las zonas pobladas en su mayoría por personas de origen han, excluyendo de este apelativo a las minorías étnicas del país.
La dinastía Wei septentrional, de origen xianbei, se refirió a sí misma como "Zhōngguó" y reclamó el yogurt como alimentario de Zhōngguó. De manera similar, la dinastía Jin, de origen Yurchen, se autodenominaba "Zhōngguó".
En 1271, Kublai Kan proclamó la dinastía Yuan con el nombre oficial de "Gran Yuan" (Dà Yuán; 大元) y reclamó la sucesión de las antiguas dinastías chinas de los tres augustos y cinco emperadores hasta la dinastía Tang.
Los emperadores Qing se refirieron a todos sus súbditos, sin importar su etnia, como "chinos" (Zhōngguó zhī rén; 中国之人), y utilizó el nombre "Zhōngguó" como sinónimo de todo su imperio. A su vez, utilizó la palabra "nèidì" (内地; "regiones interiores") para hacer alusión únicamente al área central (o China propia) del imperio. El imperio Qing era visto como una sola entidad multiétnica.
Los monarcas Qing gobernaron zonas fronterizas no-han bajo un sistema administrativo separado, el Lifan Yuan, que hasta los años 1860 también era responsable de las relaciones con el Imperio Ruso. De todas formas, fue la dinastía Qing la que expandió la definición de Zhōngguó y la "flexibilizó" para referirse a todo el imperio. También era utilizado como endónimo en la correspondencia diplomática. Sin embargo, algunos han criticaron este uso del término y usaron Zhōngguó solo para dirigirse a las diecisiete provincias de China y las tres provincias del este (Manchuria). Los literatos han que se mantuvieron leales a la dinastía Ming continuaron definiendo las zonas dentro de las antiguas fronteras de los Ming como "China", y usaron el término "extranjero" para describir a las minorías étnicas bajo el dominio Qing, como los mongoles, como parte de su ideología anti-Qing. Una vez que, en una serie de tratados con potencias vecinas, se fijaron las fronteras territoriales del imperio Qing, fue posible inculcar a los ciudadanos del país un sentimiento de que China incluía áreas como Mongolia o el Tíbet, gracias a reformas educativas. Específicamente, la reforma educativa hizo clara dónde estaban las fronteras de la dinastía Qing, incluso si los súbditos han no entendían cómo la identidad china incluía a mongoles y tibetanos o cuáles eran las connotaciones de "ser chino".
En un intento de retratar las diferentes etnicidades como parte de una familia regida por los Qing, la frase "Zhōngwài yījiā" (中外一家; "interior y exterior como una sola familia") se usó para convencer sobre la idea de "unificación" al conjunto de grupos étnicos. Después de conquistar la China propia, los manchúes identificaron a su estado como "China" y se refirieron a él como "Dulimbai Gurun", en lengua manchú (Dulimbai significa "central" o "medio", mientras que gurun significa "nación" o "estado"). Los emperadores declararon las tierras del imperio Qing (incluyendo el actual noreste de China, Xinjiang, Mongolia, el Tibet y otras áreas) como "China", tanto en idioma manchú como en chino. Esto definió a China como estado multiétnico, rechazando la idea de que "China" solo hacía referencia a las áreas pobladas por el pueblo han. Los emperadores Qing proclamaron que tanto los han como los no-han eran parte de "China". También utilizaron ambos "China" y "Qing" para referirse a su estado en documentos oficiales, tratados internacionales (el imperio Qing era internacionalmente conocido como "China" o el "Imperio Chino"), y asuntos extranjeros. La "lengua china" (Dulimbai gurun i bithe) incluyó al chino, manchú, mongol y tibetano, mientras que "personas chinas" (manchú: Dulimbai gurun i niyalma) hacía referencia a todos los súbditos del imperio Qing.
En el Tratado de Nerchinsk de 1689, el término "China" se usó para nombrar a los territorios Qing en Manchuria en las versiones del tratado en mandarín y manchú. Adicionalmente, el título de "el sabio Emperador de China" fue utilizado en la versión manchú.
El Emperador Qianlong rechazó la idea anterior de que sólo las personas han podían ser ciudadanos de China y de que únicamente las tierras han podían considerarse tierras de China. En cambio, redefinió China como multiétnica, diciendo en 1755 que "existe una visión de China (Zhōngxià; 中夏), según la cual los pueblos no han no pueden convertirse en súbditos de China y que sus tierras no pueden ser integradas en el territorio de China. Esto no representa cómo nuestra dinastía entiende a China, sino que es, en cambio, una visión de las anteriores dinastías Han, Tang, Song y Ming." El Emperador Qianlong descartó las opiniones de oficiales han étnicos que reclamaban que Xinjiang no era parte de China y que no debía anexionarlo, poniendo por delante el argumento de que China era multiétnica y no solo se refería a las áreas han.
Cuando el imperio Qing conquistó Zungaria, proclamaron que esa nueva tierra que antes pertenecía al Kanato de Zungaria había sido ahora absorbida a China (Dulimbai Gurun), en un memorial en lengua manchú.
El Emperador Yongzheng habló contra las aseveraciones de rebeldes anti-Qing de que la dinastía Qing solo eran los gobernantes de los manchúes, y no de China, diciendo: "Los sediciosos rebeldes afirman que somos los soberanos de los manchúes y que solo después penetramos en China central para convertirnos en sus señores. Sus prejuicios respecto de la división de su y nuestro país han causado muchas falsedades vitriólicas. Lo que estos rebeldes no han entendido es el hecho de que es para los manchúes su lugar natal el mismo que para la gente de la Llanura Central. Shun perteneció al Yi Oriental, y el Rey Wen al Yi Occidental. ¿Acaso este hecho disminuye sus virtudes?" (在逆賊等之意，徒謂本朝以滿洲之君入為中國之主，妄生此疆彼界之私，遂故為訕謗詆譏之說耳，不知本朝之為滿洲，猶中國之有籍貫，舜為東夷之人，文王為西夷之人，曾何損於聖德乎？)
Según los profesores rusos S.V. Dmitriev Y S.L. Kuzmin, a pesar del uso del término "China", estos imperios fueron conocidos oficialmente por sus respectivos nombres dinásticos. Los pueblos no-han se consideraban a ellos mismos súbditos de los imperios Yuan y Qing, y no necesariamente los igualaban a "China". Esto se originó de las diferentes formas en las que los Yuan y los Qing se legitimaron a ojos de los pueblos de sus imperios. Los emperadores Qing eran llamados "Bogda Kan" por sus súbditos mongoles. Según Dmitriev y Kuzmin, los Liao, Jin, Yuan y Qing eran imperios multiculturales dirigidos por pueblos no-chinos, a los que la China conquistada o una parte de ella se unió.
Las reclamaciones territoriales modernas, tanto de la República Popular China con capital en Pekín como de la autodenominada República de China con capital en Taipéi, se derivan de los territorios gobernados por la dinastía Qing al momento de su caída. El concepto nacionalista de la Zhōnghuá mínzú (中华民族; nación china) también traza sus raíces en la naturaleza multiétnica y multicultural del imperio Qing.

## Crítica
En el pasado, algunos estudiosos asignaron a las "dinastías conquistadoras" para distinguirlas de las "dinastías nativas", pero pueden no haber sido muy diferenciados. Un ejemplo es la "caza real", la cual, según David M. Robinson, "se originó en China bajo un complejo legado de políticas de gran antiguedad sobre veneración a las Llanuras Centrales".

## Lista de dinastías no-han
Esta lista incluye solo a las dinastías importantes de China regidas por etnicidades no-han.  Hubo muchos otros regímenes dinásticos que gobernaron un área histórica o actualmente asociada con "China" no mostrada en esta lista. Además, no todos los gobiernos no-han son vistos como dinastías conquistadoras, muchas de ellas son, de hecho, consideradas "dinastías infiltradas".
| Etnicidad     | Dinastía conquistadora    | Periodo de gobierno       | Extensión territorial     |
| ------------- | ------------------------- | ------------------------- | ------------------------- |
| Xianbei 鮮卑  | Tuyuhun 吐谷渾            | 284–670 CE                | Partes de la China propia |
| Xianbei 鮮卑  | Mujong (Yan Antiguo) 前燕 | 337–370 CE                | Partes de la China propia |
| Xianbei 鮮卑  | Yan Tardío 後燕           | 384–409 CE                | Partes de la China propia |
| Xianbei 鮮卑  | Qin Occidental 西秦       | 385–400 CE, 409–431 CE    | Partes de la China propia |
| Xianbei 鮮卑  | Liang del Sur 南涼        | 397–414 CE                | Partes de la China propia |
| Xianbei 鮮卑  | Yan del Sur 南燕          | 398–410 CE                | Partes de la China propia |
| Xianbei 鮮卑  | Dai 代                    | 310–376 CE                | Partes de la China propia |
| Xianbei 鮮卑  | Duan Qi 段齊              | 350–356 CE                | Partes de la China propia |
| Xianbei 鮮卑  | Yan Occidental 西燕       | 384–394 CE                | Partes de la China propia |
| Xianbei 鮮卑  | Wei del Norte 北魏        | 386–535 CE                | Partes de la China propia |
| Xianbei 鮮卑  | Wei Oriental 東魏         | 534–550 CE                | Partes de la China propia |
| Xianbei 鮮卑  | Wei Occidental 西魏       | 535–557 CE                | Partes de la China propia |
| Xianbei 鮮卑  | Zhou del Norte 北周       | 557–581 CE                | Partes de la China propia |
| Di 氐         | Chouchi 仇池              | 296–371 CE, 385–442 CE    | Partes de la China propia |
| Di 氐         | Cheng Han 成漢            | 304–347 CE                | Partes de la China propia |
| Di 氐         | Qin Anterior 前秦         | 351–394 CE                | Partes de la China propia |
| Di 氐         | Liang Tardío 後涼         | 386–403 CE                | Partes de la China propia |
| Xiongnu 匈奴  | Han Zhao 漢趙             | 304–329 CE                | Partes de la China propia |
| Xiongnu 匈奴  | Liang del Norte 北涼      | 397–439 CE                | Partes de la China propia |
| Xiongnu 匈奴  | Hu Xia 胡夏               | 407–431 CE                | Partes de la China propia |
| Xiongnu 匈奴  | Xu 許                     | 618–619 CE                | Partes de la China propia |
| Jie 羯        | Zhao Tardío 後趙          | 319–351 CE                | Partes de la China propia |
| Jie 羯        | Hou Han 侯漢              | 551–552 CE                | Partes de la China propia |
| Qiang 羌      | Qin Tardío 後秦           | 384–417 CE                | Partes de la China propia |
| Dingling 丁零 | Zhai Wei 翟魏             | 388–392 CE                | Partes de la China propia |
| Sogdian 粟特  | Yan Anterior 前燕         | 756–759 CE                | Partes de la China propia |
| Göktürk 突厥  | Yan Tardío 後燕           | 759–763 CE                | Partes de la China propia |
| Shatuo 沙陀   | Jin Anterior 前晉         | 907–923 CE                | Partes de la China propia |
| Shatuo 沙陀   | Tang Posterior 後唐       | 923–937 CE                | Partes de la China propia |
| Shatuo 沙陀   | Jin Tardío 後晉           | 936–947 CE                | Partes de la China propia |
| Shatuo 沙陀   | Han Tardío 後漢           | 947–951 CE                | Partes de la China propia |
| Shatuo 沙陀   | Han del Norte 北漢        | 951–979 CE                | Partes de la China propia |
| Khitan 契丹   | Dinastía Liao 遼朝        | 916–1125 CE               | Partes de la China propia |
| Khitan 契丹   | Dongdan 東丹              | 926–936 CE                | Partes de la China propia |
| Khitan 契丹   | Liao del Norte 北遼       | 1122–1123 CE              | Partes de la China propia |
| Khitan 契丹   | Liao Occidental 西遼      | 1124–1218 CE              | Partes de la China propia |
| Khitan 契丹   | Liao Oriental 東遼        | 1213–1269 CE              | Partes de la China propia |
| Khitan 契丹   | Liao Tardío 後遼          | 1216–1219 CE              | Partes de la China propia |
| Baiman 白蠻   | Dali 大理                 | 937–1094 CE, 1096–1253 CE | Partes de la China propia |
| Baiman 白蠻   | Dazhong 大中              | 1094–1096 CE              | Partes de la China propia |
| Tangut 党項   | Xia Occidental 西夏       | 1038–1227 CE              | Partes de la China propia |
| Tangut 党項   | Dinastía Shun 順朝        | 1644–1649 CE              | Partes de la China propia |
| Jurchen 女真  | Dinastía Jin 金朝         | 1115–1234 CE              | Partes de la China propia |
| Jurchen 女真  | Xia Oriental 東夏         | 1215–1233 CE              | Partes de la China propia |
| Jurchen 女真  | Jin Tardío 後金           | 1616–1636 CE              | Partes de la China propia |
| Mongol 蒙古   | Dinastía Yuan 元朝        | 1271–1368 CE              | Toda la China propia      |
| Mongol 蒙古   | Yuan del Norte 北元       | 1368–1635 CE              | Partes de la China propia |
| Manchu 滿洲   | Dinastía Qing 清朝        | 1636–1912 CE              | Toda la China propia      |

### Citas
1. ↑  Knechtges, David; Chang, Taiping (2014). Ancient and Early Medieval Chinese Literature: Part 3. p. 2077. ISBN 9789004271852.
2. ↑  Elleman, Bruce; Paine, Sarah (2019). Modern China: Continuity and Change, 1644 to the Present. p. 74. ISBN 9781538103876.
3. ↑  Tao, Jing-shen. The Jurchen in Twelfth-Century China: A Study of Sinicization. University of Washington Press. pp. xi-x.
4. ↑  Liu 2004, p. 266.
5. 1 2  Zhao 2006, p. 4.
6. ↑  Jiang 2011, p. 103.
7. ↑  Scott Pearce; Audrey G. Spiro; Patricia Buckley Ebrey (2001). Culture and Power in the Reconstitution of the Chinese Realm, 200-600. Harvard Univ Asia Center. pp. 22-. ISBN 978-0-674-00523-5.
8. ↑  Patricia Buckley Ebrey; Anne Walthall; James B. Palais (2013). East Asia: A Cultural, Social, and Political History, Volume I: To 1800. Cengage Learning. pp. 138-. ISBN 978-1-111-80815-0.
9. ↑  Barabantseva 2010, p. 20.
10. ↑  Esherick 2006, p. 232.
11. ↑  Mosca 2011, p. 94.
12. ↑  Esherick 2006, p. 251.
13. ↑  Elliott, Chia (2004). p. 76-77. Falta el |título= (ayuda)
14. ↑  Treaty of Nanking. 1842.
15. ↑  McKinley, William. "Second State of the Union Address". 5 Dec. 1898.
16. ↑  Zhao.  (en inglés). p. 4, 7-10 y 12-14 https://web.archive.org/web/20140325231543/https://webspace.utexas.edu/hl4958/perspectives/Zhao%20-%20reinventing%20china.pdf. Archivado desde el original el 25 de marzo de 2014. Consultado el 12 de febrero de 2022. Falta el |título= (ayuda)
17. ↑  Zhao (2006).  (en inglés). p. 8 y 12 https://web.archive.org/web/20140325231543/https://webspace.utexas.edu/hl4958/perspectives/Zhao%20-%20reinventing%20china.pdf. Archivado desde el original el 25 de marzo de 2014. Consultado el 12 de febrero de 2022. Falta el |título= (ayuda)
18. ↑  Zhao 2006, pp. 11-12.
19. ↑  Dunnell 2004, p. 77.
20. ↑  Dunnell 2004, p. 83.
21. ↑  Elliott 2001, p. 503.
22. ↑  Yongzheng Emperor. 大義覺迷錄 [Record of how great righteousness awakens the misguided], 近代中國史料叢刊 [Collection of materials on modern Chinese history] (Taipei: 文海出版社, 1966), vol. 36, 351–2, 1: 2b–3a.
23. ↑  Dmitriev, S.V. and Kuzmin, S.L. 2012. What is China? The Middle State in historical myth and real policy, Oriens (Moscow), no 3, pp. 5-19.
24. ↑  Dmitriev, S.V. and Kuzmin, S.L. 2014. Qing Empire as China: anatomy of a historical myth, Oriens (Moscow), no 1, pp. 5-17
25. ↑  Dmitriev, S.V. and Kuzmin, S.L. 2015. Conquest Dynasties of China or Foreign Empires? The Problem of Relations between China, Yuan and Qing, International J. Central Asian Studies, vol. 19, pp. 59-91.
26. ↑  Esherick, Joseph; Kayali, Hasan; Van Young, Eric (2006). Empire to Nation: Historical Perspectives on the Making of the Modern World. p. 245. ISBN 9780742578159.
27. ↑  Zhai, Zhiyong (2017). 憲法何以中國. p. 190. ISBN 9789629373214.
28. ↑  Gao, Quanxi (2016). 政治憲法與未來憲制. p. 273. ISBN 9789629372910.
29. ↑  Roger des Forges, (Review) Journal of Chinese Studies No. 60 – (January 2015) pp. 302-303.
30. ↑  An Lushan's father was of Sogdian and his mother was of Göktürk origin.
31. ↑  According to Old History of the Five Dynasties, vol. 99, and New History of the Five Dynasties, vol. 10. Liu Zhiyuan was of Shatuo origin. According to Wudai Huiyao, vol. 1 Liu Zhiyuan's great-great-grandfather Liu Tuan (劉湍) (titled as Emperor Mingyuan posthumously, granted the temple name of Wenzu) descended from Liu Bing (劉昞), Prince of Huaiyang, a son of Emperor Ming of Han

- Datos: Q1089515